# 樂觀主義

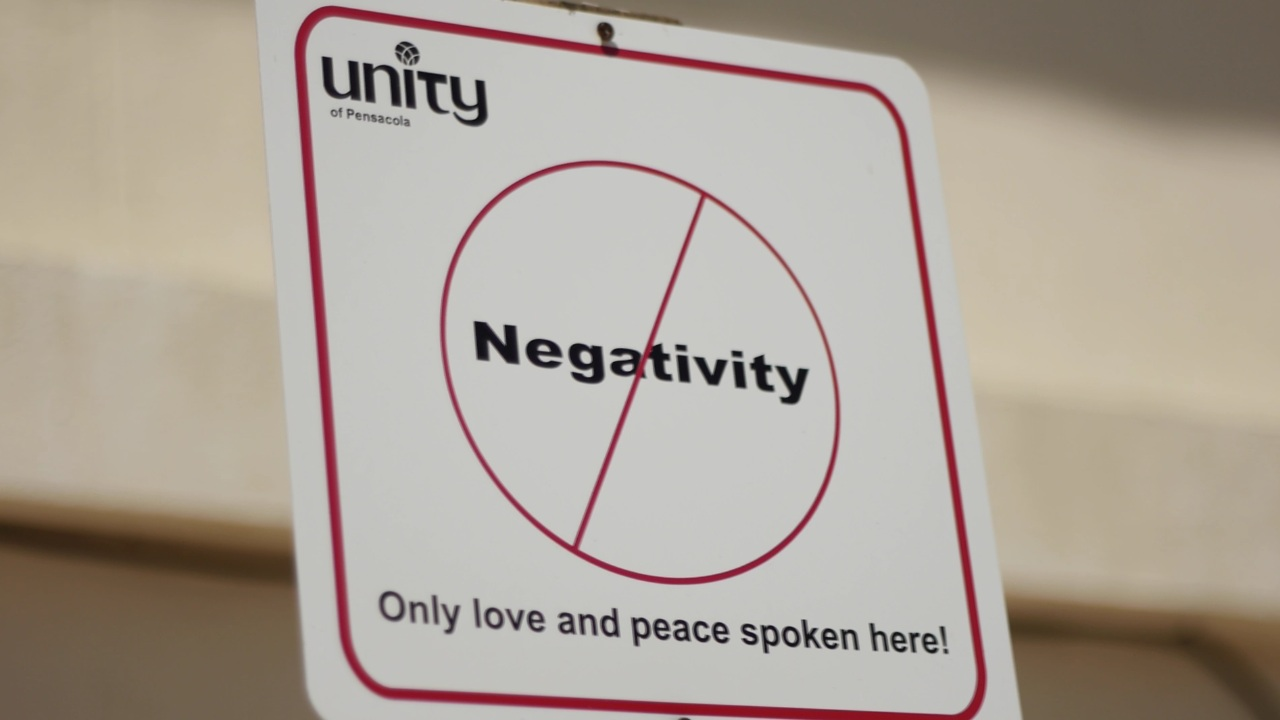
樂觀主義

樂觀主義（另稱樂天派）是指一種對一切事物採與正面看法的觀念。是悲觀主義的相反詞。樂觀的人不會想到一件事的缺點與瑕疵，永遠以正面的想法對待身邊的一切。